# Wet melding collectief ontslag
In de Nederlandse Wet melding collectief ontslag is vastgelegd onder welke omstandigheden een werkgever verplicht is om ontslagen van werknemers te melden bij het UWV en vakbonden. Krachtens de wet hebben verenigingen die werknemers vertegenwoordigen, zoals vakbonden en ondernemingsraden, dan de mogelijkheid te kijken hoe het collectief ontslag is te voorkomen (of het aantal ontslagen is te verminderen) alsmede de gevolgen ervan te verzachten.
De Wet melding collectief ontslag treedt in werking wanneer er sprake is van ontslag bij twintig werknemers of meer binnen drie maanden. De werknemers moeten allemaal werkzaam zijn binnen hetzelfde werkgebied dat valt onder een van de werkgebieden van het UWV. 
Wanneer de werkgever heeft aangetoond dat het vanwege bedrijfseconomische redenen noodzakelijk is om werknemers te ontslaan, wordt via het afspiegelingsbeginsel bepaald welke werknemers voor ontslag in aanmerking komen. Sinds 1 maart 2006 wordt dit afspiegelingsbeginsel gehanteerd. Dit houdt in dat de leeftijdsopbouw van de werknemers die voorgedragen worden voor ontslag, een afspiegeling moeten vormen van het totale personeelsbestand. Het personeel wordt ingedeeld in vijf leeftijdscategorieën en per categorie wordt het anciënniteitbeginsel of het last in first out-beginsel toegepast.